# Distretto di Pachas
Il distretto di Pachas è uno degli otto distretti della provincia di Dos de Mayo, in Perù. Si trova nella regione di Huánuco e si estende su una superficie di 264.74 chilometri quadrati.